# 쓰루가성 (후쿠이현)

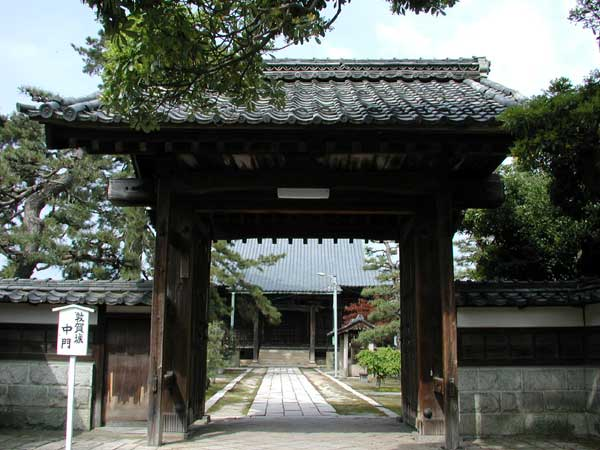
쓰루가 성의 중문(라이고지의 정문)

쓰루가성(일본어: 敦賀城 쓰루가조[*])은 후쿠이현 쓰루가시에 있었던 성이다.

## 역사
아즈치모모야마 시대
1575년 오다 노부나가가 에치젠을 평정한후, 무토 기요히데에게 쓰루가의 하나시로 산성을 주어 지역을 다스리게 했다. 1582년 혼노지의 변에서 노부나가가 아케치 미쓰히데에게 살해되자, 역적 아케치 미쓰히데를 토벌한 하시바 히데요시의 입김이 오다 가문내에서 강화되었다. 1583년 오다 가문내에서 대립하고 있던 시바타 가쓰이에를 시즈가타케 전투에서 격파하고 오다 가문을 장악한다. 그리고, 쓰루가를 그의 가신 하치야 요리타카에게 주었고, 요리타카는 하나시로 산성을 폐성하고 쓰루가 성을 축조하였다. 그러나, 1586년부터 시작된 도요토미 히데요시의 규슈 정벌에서 참진중 병사하였다. 이를 대신하여 1589년 오타니 요시쓰구가 고쿠다카 5만 7천 석에 입봉되어 쓰루가 성에 입성한다.
1600년 이시다 미쓰나리가 도요토미 히데요시의 유명을 무시하고 도요토미 가문의 기반을 없애려는 도쿠가와 이에야스와 대립하여 거병하려하자, 오타니 요시쓰구는 3번에 걸쳐 승산이 없다며 미쓰나리를 타이르지만, 미쓰나리의 완강한 결의에 오타니 요시쓰구도 서군에 참전한다. 하지만, 세키가하라 전투에서 동군이 승리하였고, 요시쓰구는 이 전투에서 자결하였으며 전후, 그의 영지는 몰수 되었다.
에도 시대
유키 히데야스가 에치젠국 기타노쇼 번에 입봉하연서 그의 가신을 쓰루가에 파견하였다. 1616년 일국일성령(一国一城令)의 반포에 따라 쓰루가 성은 폐성되었고, 그 후 쓰루가는 오바마번의 다다토시계 우타노카미 사카이씨가 다스렸고, 1682년 쓰루가 지역은 오하마 번의 지번으로 독립해 쓰루가 번이 되어 진야를 옛 가나가사키 성 부근 마리 산(마리야마 진야)에 조성했다.

## 남아있는 건조물
현재 성터에는 성루를 포함해 성의 좌취를 알 수 있는 유구가 없지만, 쓰루가 니시 소학교(敦賀西小学校) 정문에는 쓰루가 성 안내비가 있고, 그 외에도 쓰루가 시내 라이고지(来迎寺)에 이축된 성문이 남아있다. 또, 유키 히데야스가 그의 가신을 지역에 파견한 것에 연유해 유키 정(結城町)이라는 지명이 남아있다.

## 관광
교통
- JR 서일본 쓰루가역에서 하차 도보로 25분소요.

주변 문화시설 및 관광명소
- 가네가사키 궁
- 간토엔 - 일본식 정원
- 게히 신궁
- 아쿠아토무 - 바다와 에너지 과학관
- 조구 신사 - 오타니 요시쓰구가 임진왜란 때 가지고 온 조선종이 있음. 국보로 지정됨.

## 같이 보기
- 가나가사키 성 - 쓰루가 성이라는 이명이 있고, 쓰루가 성이 있기 전 쓰루가 지역에 있었던 옛 성이다.
- 하치야 요리타카
- 오타니 요시쓰구